# Джеймс, Станислаус Энтони
Сэр Станислаус Энтони Джеймс (англ. Sir Stanislaus Anthony James, 13 ноября 1919, Суфриер, Суфриер — 30 мая 2011, Кастри) — генерал-губернатор Сент-Люсии (1988—1996).

## Биография
В 1939 году окончил колледж Святой Марии, в 1940—1941 гг. продолжил обучение в учебном колледже для учителей на Тринидаде. В 1942 г. он был назначен помощником учителя начальной школы для мальчиков в Суфриере. В 1944 году становится учителем-инспектором, ответственным за программу подготовки неквалифицированных преподавателей.
В 1945 году был переведён в Департамент образования в Кастри главой управления учителей-инспекторов. В 1946 г., после окончания лондонского колледжа для учителей (College of Preceptors), первым в Сент-Люсии получил подобный диплом в области образования.
В последующие годы он становится ключевой фигурой в развитии школьного образования Сент-Люсии и был ответственен за создание концепции и осуществлению развития комплекса молодёжных и общественных программ и проектов, в том числе предполагавших создание молодёжных клубов, спортивных и общественных центров, детских площадок. Как глава управления школьного образования активно занимался программами стажировки, социального обеспечения, развития общин, общественных отношений и защитой бедных слоев населения, тем самым способствуя созданию и структурированию деятельности, которой сегодня занимаются Министерство социальных служб и Министерство по правовым вопросам.
Он сыграл ключевую роль в создании плана Фонда национального благосостояния, предшественника современной программы социального обеспечения и плана национального страхования. В 1974 г. он был отозван из отставки для оказания помощи правительству в подготовке национального мастер-плана предупреждения стихийных бедствий и был ответственным за формирование первого всеобъемлющего национального плана по ликвидации стихийных бедствий.
В 1988—1996 гг. — генерал-губернатор Сент-Люсии.
Впоследствии здание Министерства сельского хозяйства, земледелия, рыболовства и лесного хозяйства было названо в его честь Станислава Джеймс билдинг.